# Cocolonooto
『cocolonooto』（ココロノオト）は、日本の歌手である沢田研二の5枚組ベスト・アルバムかつ、コンセプト・アルバム。沢田の還暦の誕生日である2008年6月25日にJULIE LABELから発売。

## 概要
沢田の1995年以降の自作詞69曲を収録したベスト・アルバム。
アートディレクションはgoen°の森本千絵が務めた本作は310×257mm、144ページに渡るCDブックとなっている。“胸に穴が空いた男”が主人公の物語調の構成となっており、表紙には男のイラストが描かれ、その胸の辺りに実際に穴が開けられており、コンセプト・アルバムとしての要素も含まれる。

## 収録曲
- 全作詞：沢田研二・編曲：白井良明（特筆以外）

### disk1
1. 届かない花々
作曲：上久保純
  - 初出『CROQUEMADAME & HOTCAKES』（2004年）
2. 我が窮状
作曲：大野克夫
  - 初出『ROCK'N ROLL MARCH』（2008年）
3. エンジェル
作曲：川村結花
  - 初出『第六感』（1998年）
4. つづくシアワセ
作曲：幾見雅博
  - 初出『忘却の天才』（2002年）
5. 君にだけの感情
作曲：樋口了一
  - 初出『第六感』（1998年）
6. 愛は痛い
作曲：樋口了一
  - 初出『サーモスタットな夏』（1997年）
7. いい風よ吹け
作曲：樋口了一
  - 初出『いい風よ吹け』（1999年）
8. Most Beautiful
作曲：佐山雅弘
  - 初出、佐山のアルバム『a point of the globe』（1997年）
9. 勇気凛々
作曲：ミッキー吉野
  - 初出『俺たち最高』（2006年）
10. Snow Blind
作曲：伊豆田洋之
  - 初出『greenboy』（2005年）
11. PinpointでLove
作曲：土屋昌巳
  - 初出『CROQUEMADAME & HOTCAKES』（2004年）
12. 夢の日常
作曲：吉田光
  - 初出『CROQUEMADAME & HOTCAKES』（2004年）
13. 孤高のピアニスト
作曲：宮川泰
  - 初出『耒タルベキ素敵』（2000年）
14. 無事でありますよう
作曲：大山泰輝
  - 初出『耒タルベキ素敵』（2000年）

### disk2
1. ブルーバード ブルーバード
作曲：森本太郎
  - 初出『耒タルベキ素敵』（2000年）
2. Long Good-by
作詞：岸部一徳、沢田研二／作曲：森本太郎
  - 初出『ROCK'N ROLL MARCH』（2008年）
3. greenboy
作曲：吉田光
  - 初出『greenboy』（2005年）
4. 強いHEART
作曲：玉置浩二／編曲：大村憲司
  - 初出『愛まで待てない』（1996年）
5. 涙と微笑み
作曲：小林亜星
  - 初出『いい風よ吹け』（1999年）
6. TOMO=DACHI
作曲：八島順一
  - 初出『ROCK'N ROLL MARCH』（2008年）
7. 100倍の愛しさ
作曲：上久保純
  - 初出『明日は晴れる』（2003年）
8. PEARL HARBOR LOVE STORY
作曲：朝本浩文
  - 初出『サーモスタットな夏』（1997年）
9. 公園へ行こう
作曲：coba
  - 本作が初収録
10. 天使に涙は似合わない
作曲：柴山和彦
  - 初出『生きてたらシアワセ』（2007年）
11. 黒いピエロと黒いマリア
作曲：GRACE
  - 初出『生きてたらシアワセ』（2007年）
12. 君が嫁いだ景色
作曲：井上堯之／編曲：大村憲司
  - 初出『sur←』（1995年）
13. 風にそよいで
作曲：白井良明
  - 初出『第六感』（1998年）

### disk3
1. 無邪気な酔っぱらい
作曲：吉田光
  - 初出『いい風よ吹け』（1999年）
2. 子猫ちゃん
作詞：西尾佐栄子・沢田研二／作曲：朝本浩文
  - 初出『愛まで待てない』（1996年）
3. 真夏・白昼夢
作曲：白井良明
  - 初出『いい風よ吹け』（1999年）
4. 蜜月
作曲：白井良明
  - 初出『いい風よ吹け』（1999年）
5. お気楽が極楽
作曲：依知川伸一
  - 初出『いい風よ吹け』（1999年）
6. ホームページLOVE
作曲：吉田光
  - 初出『第六感』（1998年）
7. キューバな女
作曲：大野克夫
  - 初出『耒タルベキ素敵』（2000年）
8. MOON NOUVEAU
作曲：萩京子
  - 初出『愛まで待てない』（1996年）
9. サーモスタットな夏
作曲：朝本浩文
  - 初出『サーモスタットな夏』（1997年）
10. A・C・B
作曲：伊豆田洋之
  - 初出『耒タルベキ素敵』（2000年）
11. 神々たちよ護れ
作曲：宮川彬良
  - 初出『ROCK'N ROLL MARCH』（2008年）
12. 希望✌︎
作曲：白井良明
  - 初出『生きてたらシアワセ』（2007年）
13. 太陽
作曲：泰輝
  - 初出『生きてたらシアワセ』（2007年）
14. Aurora
作曲：依知川伸一
  - 初出『俺たち最高』（2006年）

### disk4
1. 君の笑顔が最高
作曲：白井良明
  - 初出『greenboy』（2005年）
2. 君を真実に愛せなくては他の何も続けられない
作曲・編曲：森本太郎
  - 初出、TEA FOR THREEのシングル『君を真実に愛せなくては他の何も続けられない』（1997年）
3. MENOPAUSE
作曲：伊豆田洋之
  - 初出『greenboy』（2005年）
4. この空を見てたら
作曲：すぎやまこういち
  - 初出『耒タルベキ素敵』（2000年）
5. 凡庸がいいな
作曲：白井良明
  - 初出『耒タルベキ素敵』（2000年）
6. Hot! Spring
作曲：下山淳
  - 初出『明日は晴れる』（2003年）
7. atom power
作曲：下山淳
  - 初出『greenboy』（2005年）
8. Espresso Cappuccino
作曲：白井良明
  - 初出『忘却の天才』（2002年）
9. 月からの秋波
作曲：川村結花
  - 初出『耒タルベキ素敵』（2000年）
10. マッサラ
作曲：西平彰
  - 初出『耒タルベキ素敵』（2000年）
11. 生きてたらシアワセ
作曲：白井良明
  - 初出『生きてたらシアワセ』（2007年）
12. 桜舞う
作曲：下山淳
  - 初出『俺たち最高』（2006年）
13. 海にむけて
作曲：加瀬邦彦
  - 初出『ROCK'N ROLL MARCH』（2008年）
14. 護られている I love you
作曲：泰輝
  - 初出『ROCK'N ROLL MARCH』（2008年）

### disk5
1. 明日は晴れる
作曲：沢田研二
  - 初出『明日は晴れる』（2003年）
2. 我が心のラ・セーヌ
作曲：沢田研二
  - 初出『忘却の天才』（2002年）
3. 遠い夏
作曲：沢田研二
  - 初出『 俺たち最高』（2006年）
4. 一枚の写真
作曲：沢田研二
  - 初出『忘却の天才』（2002年）
5. しあわせの悲しみ
作曲：沢田研二
  - 初出『CROQUEMADAME & HOTCAKES』（2004年）
6. 糸車のレチタティーボ
作曲：沢田研二
  - 初出『忘却の天才』（2002年）
7. 海に還るべき・だろう
作曲：沢田研二
  - 初出『耒タルベキ素敵』（2000年）
8. weeping swallow
作曲：沢田研二
  - 初出『俺たち最高』（2006年）
9. 涙のhappy new year
作曲：沢田研二
  - 初出『俺たち最高』（2006年）
10. 睡蓮
作曲：沢田研二
  - 初出『明日は晴れる』（2003年）
11. 感じすぎビンビン
作曲：沢田研二
  - 初出『忘却の天才』（2002年）
12. Good good day
作曲：沢田研二
  - 初出『新しい想い出 2001』（2001年）
13. 愛にしよう
作曲：沢田研二／編曲：森本太郎
  - 初出、シングル『耒タルベキ素敵』（2000年）
14. AZAYAKANI
作曲：沢田研二
  - 初出『新しい想い出 2001』（2001年）

## スタッフ
- 制作：CO-CóLO Corporation
- 企画・装丁：森本千絵（goen°）
- 装丁：野間口幸子（goen°）
- 物語：牧田智之
- 写真：杉田知洋江
- 装画：秋山花
- 文字：大塚いちお
- 美術：小林康秀（BEARD）
- 協力：Mitsuru・佐藤新也
- 印刷：成旺印刷